# Tăja, Stara Zagora
Tăja (în bulgară Тъжа) este un sat în comuna Pavel Banea, regiunea Stara Zagora,  Bulgaria. 

## Demografie
Componența etnică a satului Tăja
     Turci (15,84%)
     Bulgari (56,7%)
     Romi (22,45%)
     Nicio identificare (4,72%)
     Altele (0,26%)
La recensământul din 2011, populația satului Tăja era de 1.483 locuitori. Din punct de vedere etnic, majoritatea locuitorilor (56,7%) erau bulgari, existând și minorități de romi (22,45%) și turci (15,84%). Pentru 4,72% din locuitori nu este cunoscută apartenența etnică.